# Phalempin
Phalempin est une commune française située dans le département du Nord, en région Hauts-de-France.

## Géographie
Capitale historique du Carembault, Phalempin se situe en Flandre romane à 12,7 km au sud de Lille et 16,5 km au nord de Lens sur la RD 62.

### Communes limitrophes

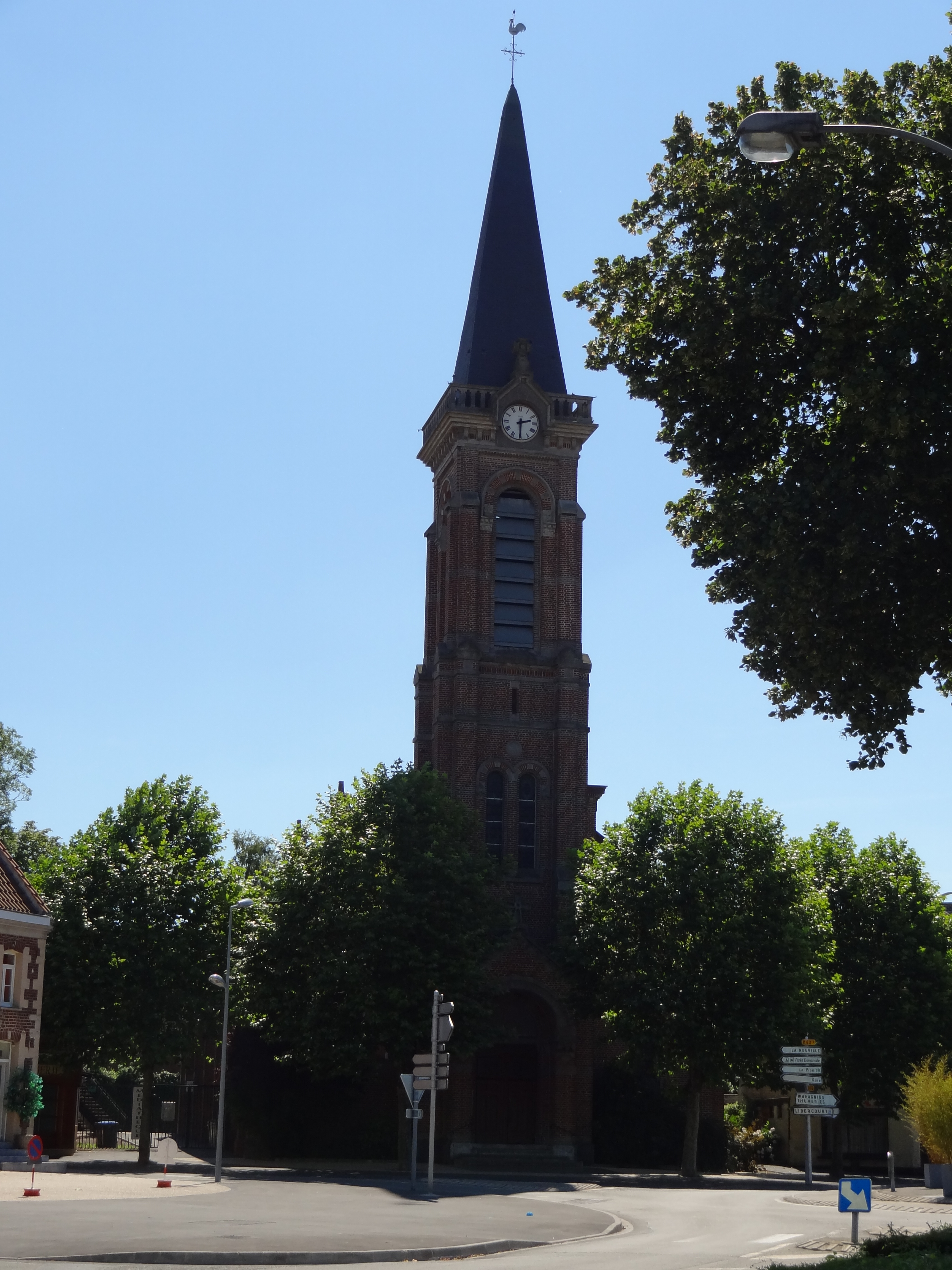
L'église de Phalempin.

| Chemy                 | Seclin    |             |
| Camphin-en-Carembault | Phalempin | Attiches    |
| Libercourt            | Wahagnies | La Neuville |

### Forêt de Phalempin
La forêt de Phalempin bien que d'une taille modeste (670 hectares) a longtemps été un des haut-lieux naturalistes du nord de la France ; ainsi en 1851, l'entomologiste et spécialiste des arbres M. Macquart écrivait-il :
« j'allais souvent visiter la petite forêt de Phalempin (2) près de Lille et du champ de bataille de Mons-en Pevèle (3). C'est un site précieux pour les entomologistes et qui fait pardonner à la plaine lilloise sa pauvreté sous ce rapport. Les petits coléoptères y abondent surtout, et l'on trouve assez souvent des espèces rares ailleurs ».
En particulier jusqu'après la Seconde Guerre mondiale, cette forêt pourtant intensivement exploitée pendant plusieurs siècles était particulièrement riche en Ichneumonidés. Il semble que sa traversée par l'Autoroute A1 (sans écoduc ni mesure compensatoire) et la pollution générale de l'environnement agricole par les pesticides ait contribué à y faire fortement régresser la biodiversité[réf. nécessaire].
Bien que localement surfréquentée en raison de la proximité de la conurbation lilloise et du bassin minier, cette forêt est un élément important de la trame verte régionale et nationale. Elle pourrait à l'avenir être un des « ponts » ou « gué » entre la trame verte de la métropole lilloise et celle du proche bassin minier du Nord-Pas-de-Calais pour les espèces forestières et de lisières.

### Hydrographie

#### Réseau hydrographique
La commune est située dans le bassin Artois-Picardie. Elle est drainée par la Naviette, la Chapelette, le fossé des moines et un autre petit cours d'eau,.
La Naviette, d'une longueur de 11 km, prend sa source dans la commune  et se jette  dans le canal de la Deûle à Houplin-Ancoisne, après avoir traversé six communes. 

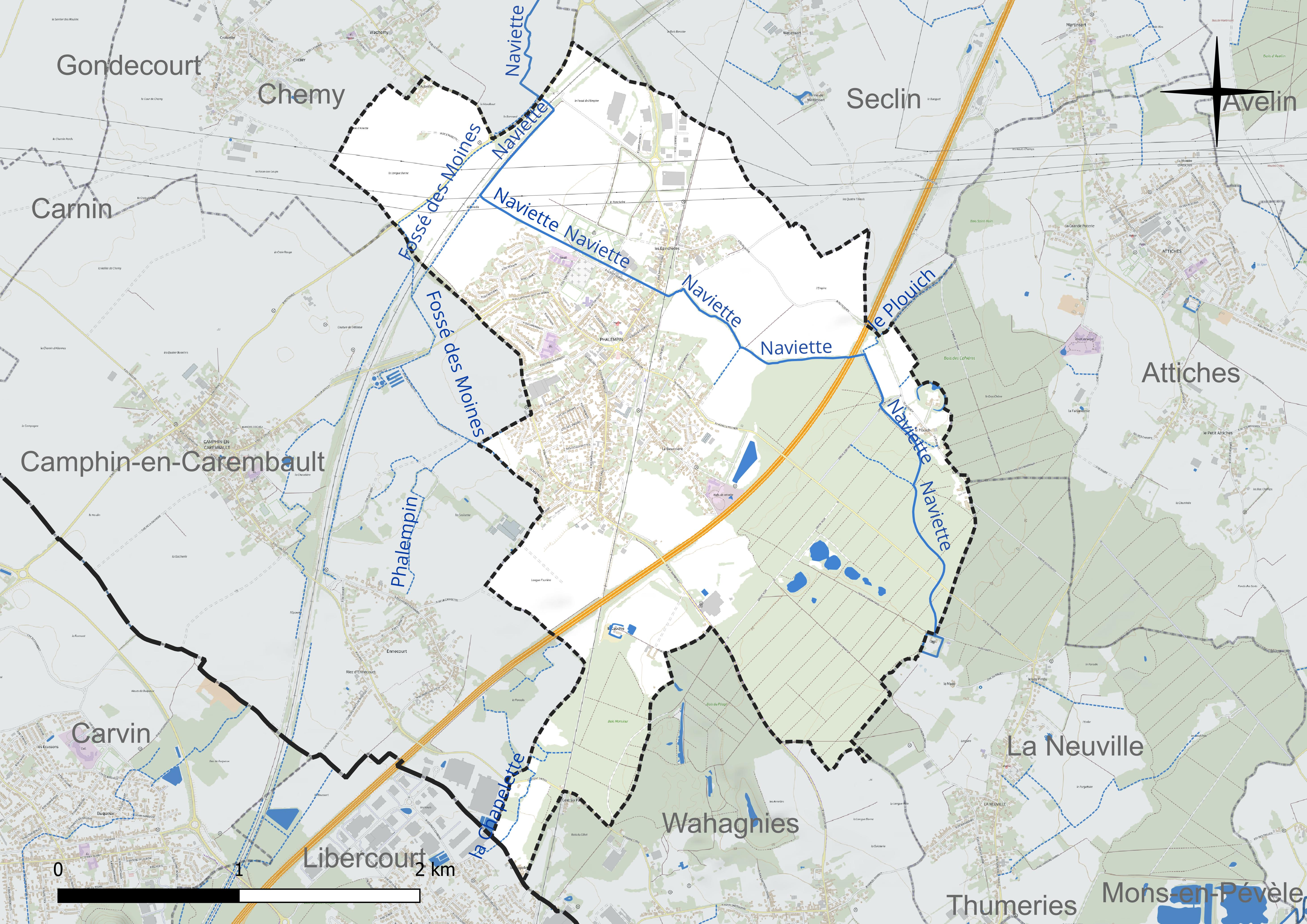
Réseau hydrographique de Phalempin.

#### Gestion et qualité des eaux
Le territoire communal est couvert par le schéma d'aménagement et de gestion des eaux (SAGE) « Marque Deûle ». Ce document de planification concerne un territoire de 1 120 km2 de superficie, délimité par les bassins versants de la Marque et de la Deûle, formant une vaste cuvette sédimentaire de 40 km de long et de 25 km de large, où la pente est très faible. Le périmètre a été arrêté le 2 décembre 2005 et le SAGE proprement dit a été approuvé le 9 mars 2020. La structure porteuse de l'élaboration et de la mise en œuvre est la Métropole européenne de Lille. 
La qualité des cours d'eau peut être consultée sur un site dédié géré par les agences de l'eau et l'Agence française pour la biodiversité. 

### Climat
Pour des articles plus généraux, voir Climat des Hauts-de-France et Climat du Nord.
En 2010, le climat de la commune est de type climat océanique dégradé des plaines du Centre et du Nord, selon une étude du CNRS s'appuyant sur une série de données couvrant la période 1971-2000. En 2020, Météo-France publie une typologie des climats de la France métropolitaine dans laquelle la commune est exposée à un climat océanique et est dans la région climatique  Nord-est du bassin Parisien, caractérisée par un ensoleillement médiocre, une pluviométrie moyenne régulièrement répartie au cours de l'année et un hiver froid (3 °C). 
Pour la période 1971-2000, la température annuelle moyenne est de 10,5 °C, avec une amplitude thermique annuelle de 14,5 °C. Le cumul annuel moyen de précipitations est de 688 mm, avec 11,9 jours de précipitations en janvier et 8,7 jours en juillet. Pour la période 1991-2020, la température moyenne annuelle observée sur la station météorologique la plus proche, située sur la commune de Cappelle-en-Pévèle à 11 km à vol d'oiseau, est de 11,1 °C et le cumul annuel moyen de précipitations est de 736,6 mm,. Pour l'avenir, les paramètres climatiques de la commune estimés pour 2050 selon différents scénarios d'émission de gaz à effet de serre sont consultables sur un site dédié publié par Météo-France en novembre 2022.

## Urbanisme

### Typologie
Au 1er janvier 2024, Phalempin est catégorisée ceinture urbaine, selon la nouvelle grille communale de densité à sept niveaux définie par l'Insee en 2022.
Elle appartient à l'unité urbaine de Phalempin, une unité urbaine monocommunale constituant une ville isolée,. Par ailleurs la commune fait partie de l'aire d'attraction de Lille (partie française), dont elle est une commune de la couronne,. Cette aire, qui regroupe 201 communes, est catégorisée dans les aires de 700 000 habitants ou plus (hors Paris),.

### Occupation des sols
L'occupation des sols de la commune, telle qu'elle ressort de la base de données européenne d'occupation biophysique des sols Corine Land Cover (CLC), est marquée par l'importance des territoires agricoles (44,1 % en 2018), en diminution par rapport à 1990 (50 %). La répartition détaillée en 2018 est la suivante : 
terres arables (44,1 %), forêts (31,1 %), zones urbanisées (24,7 %). L'évolution de l'occupation des sols de la commune et de ses infrastructures peut être observée sur les différentes représentations cartographiques du territoire : la carte de Cassini (XVIIIe siècle), la carte d'état-major (1820-1866) et les cartes ou photos aériennes de l'IGN pour la période actuelle (1950 à aujourd'hui).

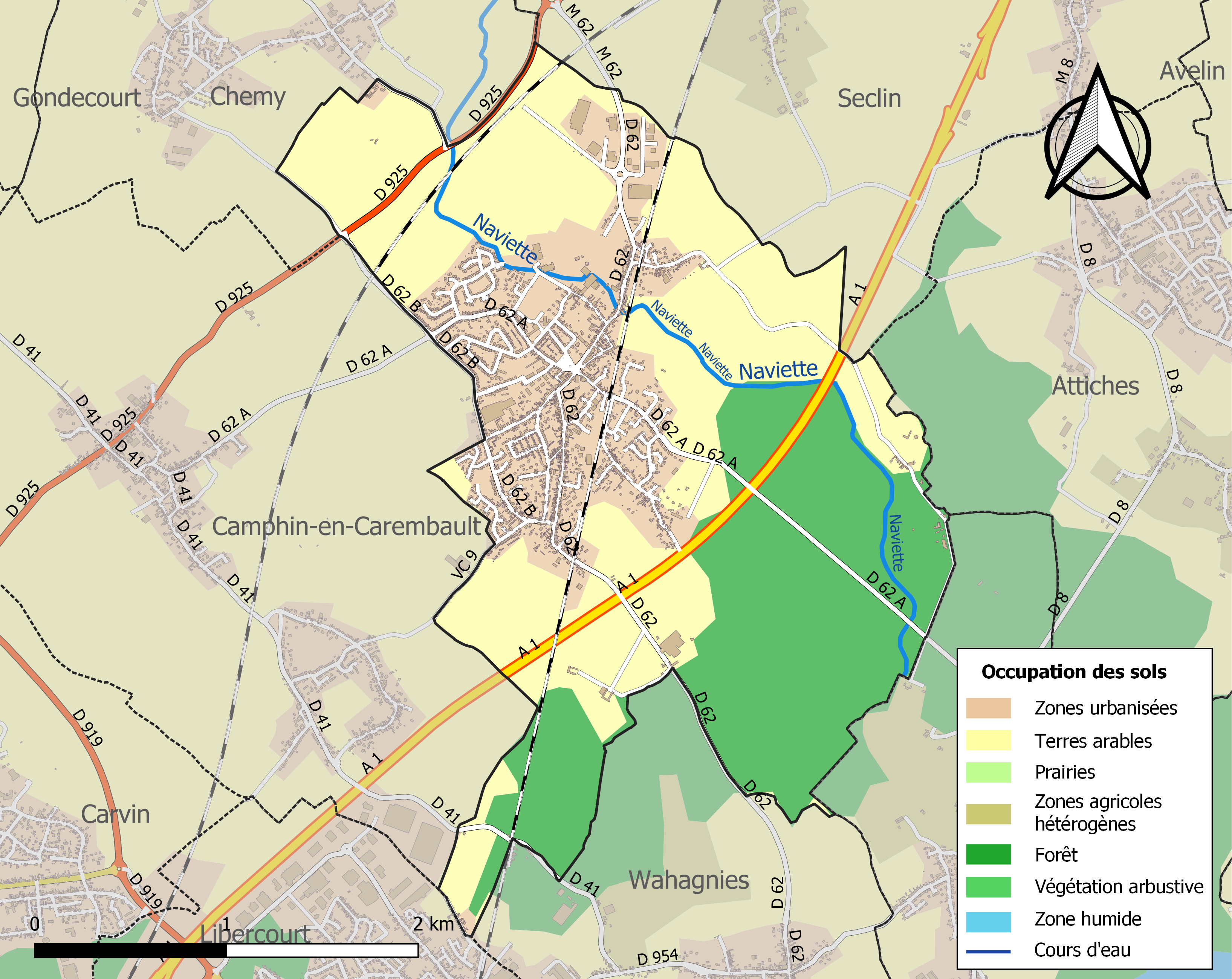
Carte des infrastructures et de l'occupation des sols de la commune en 2018 (CLC).

## Toponyme
Noms anciens : Phalempin, en 1039, titre de fondation de l'abbaye de Phalempin (Mirœus), 1090, charte de Robert, comte de Flandre (id.). Falempin, Fanopinemis ecclesia, Fanum pini.

## Histoire
Le village de Phalempin apparaît au Moyen Âge. Si l'on se réfère à son étymologie incertaine (fanum pini = le temple du pin), il y aurait eu un lieu de culte dédié au pin dans la forêt de l'endroit. Une légende contant les amours de Gautier et d'Éleyne est également associée au site.
Néanmoins, l'existence est historiquement attestée par la fondation de l'abbaye Saint-Christophe de Phalempin au XIe siècle par le châtelain de Lille Saswalon et par la présence du château du Plouich, fief des châtelains de Lille, dont la nécropole se situait à l'abbaye.
Ce lieu est remarquable pour avoir été le premier fief des châtelains de Lille - Saswalon, premier châtelain de Lille connu, fonda, en l'honneur de St-Christophe, en 1039, un chapitre qui se transforma peu après en une abbaye ; elle fut d'abord composée de clercs séculiers, mais leur administration la ruina. Elle portait : d'or, à une aigle à deux têtes de sable. Le châtelain Roger, et Ogine, sa femme, y établirent, en 1108, pour reconstituer cette abbaye, des chanoines réguliers de Tordre de St-Augustin, de la congrégation d'Arrouaise (Van der Haer, Châtelains de Lille, 152, 19). Phalempin était le fief principal du châtelain de Lille, lequel était, comme possesseur de cette terre, l'un des quatre hauts-justiciers de la châtellenie. Le château du Plouich appartenait aux châtelains de Lille, qui y Pont-à-Marcq résidaient ; plusieurs d'entr'eux portèrent ce nom et y moururent. Ce château fut attaqué, en 1646, à trois reprises, par les Lorrains, qui voulaient le piller. La tradition rapporte que ce village fut converti au christianisme par St Martin (Gazet. 259). La terre du Bos, tenue du châtelain de Lille, était située à Phalempin ; elle a donné son nom à la famille du Bois, branche de la famille de Fiennes.
Plusieurs châtelains furent inhumés dans l'église de l'abbaye. -Un chanoine de l'abbaye de Phalempin, François Piétin, mort en 1576 a laissé une très intéressante chronique sur cette Maison et un cahier de notes sur la châtellenie de Lille qui fut depuis très souvent consulté par les historiens.
Le fief passe par héritage aux Luxembourg-Saint-Pol, puis aux Bourbons, pour faire partie de l'héritage de Henri IV alors que les Pays-Bas sont sous domination espagnole. L'abbaye perdure jusqu'à la Révolution, au cours de laquelle les derniers moines sont chassés et les bâtiments démantelés et vendus comme biens nationaux.
L'industrialisation voit s'installer à Phalempin une moutarderie, une corderie, une chaudronnerie et une tuilerie.
Durant la Première Guerre mondiale, Phalempin est occupée. Un résistant de l'époque, Achille Péchon (1860-1915), est même pris comme otage et fusillé par les Allemands.
Pendant la Seconde Guerre mondiale, Phalempin a été un haut lieu de la résistance organisée par Albert Hermant qui fut tué par les Allemands lors de la Libération, en bordure de la forêt. Il est enterré dans le carré militaire du cimetière de Phalempin.
Après l'occupation 1940-1944, le village est libéré le 2 septembre 1944.
La tuilerie reste encore en activité de nos jours, auprès de quelques fermes qui gèrent un territoire encore agricole, malgré une urbanisation de plus en plus grandissante. Une zone d'activité, accueillant notamment le marché européen de l'endive, se développe à l'une des entrées de la ville, dans le cadre de la communauté de communes du Carembault. La proximité de l'agglomération lilloise - 30 minutes de trajet en voiture par l'autoroute A1, qui relie Paris à Lille, les dimanches et plus d'une heure de trajet en semaine, en particulier aux heures de pointe - et la facilité des communications avec elle - fin de desserte des TER en partance pour l'agglomération lilloise à 9 h 41 le matin en semaine et les samedis ; fin de desserte à 9 h 41 le dimanche ; dernier train desservant la gare de Phalempin au départ de la gare Lille Flandres à 21 h 35, quel que soit le jour de la semaine. Plus de précisions sur : le site des TER en Hauts-de-France - transformant peu à peu un village rural en ville dortoir.

## Héraldique
|  | Les armes de Phalempin se blasonnent ainsi : « De gueules au chef d'or. » |

## Politique et administration
| Période      | Période      | Identité               | Étiquette       | Qualité |
| ------------ | ------------ | ---------------------- | --------------- | --- |
| 1790         | 1793         | Antoine Flinois        |                 | |
| 1793         | 1796         | Germain-Joseph Hottin  |                 | |
| 1796         | 1797         | Charles-Antoine Lohier |                 | |
| 1797         | 1799         | Antoine Flinois        |                 | |
| 1799         | 1801         | Jean-Baptiste Delval   |                 | |
| 1801         | 1802         | Antoine Flinois        |                 | |
| 1802         | 1808         | Charles-Antoine Lohier |                 | |
| 1808         | 1816         | Jean-Baptiste Coget    |                 | |
| 1816         | 1827         | M. Nollet              |                 | |
| 1827         | 1834         | Jean-Baptiste Coget    |                 | |
| 1834         | 1847         | M. Baudoux             |                 | Notaire |
| 1847         | 1870         | Louis Dillies          |                 | |
| 1870         | 1913         | Jean-Baptiste Coget    | Républicain     | Distillateur Député de la 5e circonscription de Lille (1893 → 1898)                                                                           |
| 1913         | 1919         | M. Desmazières         |                 | |
| 1919         | 1934         | M. Delcroix            |                 | |
| 1934         | 1945         | Jean Pipelart          | Droite          | Conseiller d'arrondissement de Pont-à-Marcq (1934 → 1940)                                                                                     |
| 1945         | 1950         | Raymond Péchon         |                 | Résistant |
| 1950         | 1959         | Édouard Lancel         |                 | |
| 1959         | mars 1971    | Maurice Watrelot       |                 | |
| mars 1971    | 1991         | Louis Flinois          |                 | Agriculteur |
| 1991         | juillet 2000 | Albert Lefebvre        | DVD             | Agriculteur Chevalier du Mérite agricole Démissionnaire                                                                                       |
| juillet 2000 | En cours     | Thierry Lazaro         | RPR puis UMP-LR | Contrôleur des impôts Député du Nord (6e circ.) (1993 → 2017) Conseiller général de Pont-à-Marcq (1992 → 1998) Député honoraire (2017 → 2019) |

## Population et société

### Démographie

#### Évolution démographique
L'évolution du nombre d'habitants est connue à travers les recensements de la population effectués dans la commune depuis 1793. Pour les communes de moins de 10 000 habitants, une enquête de recensement portant sur toute la population est réalisée tous les cinq ans, les populations de référence des années intermédiaires étant quant à elles estimées par interpolation ou extrapolation. Pour la commune, le premier recensement exhaustif entrant dans le cadre du nouveau dispositif a été réalisé en 2006.

En 2022, la commune comptait 4 863 habitants, en évolution de +2,23 % par rapport à 2016 (Nord : +0,51 %, France hors Mayotte : +2,11 %).
| 1793  | 1800  | 1806  | 1821  | 1831  | 1836  | 1841  | 1846  | 1851  |
| ----- | ----- | ----- | ----- | ----- | ----- | ----- | ----- | ----- |
| 1 014 | 1 025 | 1 090 | 1 149 | 1 311 | 1 346 | 1 375 | 1 376 | 1 361 |

| 1856  | 1861  | 1866  | 1872  | 1876  | 1881  | 1886  | 1891  | 1896  |
| ----- | ----- | ----- | ----- | ----- | ----- | ----- | ----- | ----- |
| 1 389 | 1 442 | 1 487 | 1 463 | 1 482 | 1 434 | 1 481 | 1 555 | 1 647 |

| 1901  | 1906  | 1911  | 1921  | 1926  | 1931  | 1936  | 1946  | 1954  |
| ----- | ----- | ----- | ----- | ----- | ----- | ----- | ----- | ----- |
| 1 773 | 1 900 | 2 086 | 2 128 | 2 252 | 2 544 | 2 597 | 2 509 | 2 739 |

| 1962  | 1968  | 1975  | 1982  | 1990  | 1999  | 2006  | 2011  | 2016  |
| ----- | ----- | ----- | ----- | ----- | ----- | ----- | ----- | ----- |
| 3 001 | 3 457 | 4 070 | 4 377 | 4 678 | 4 615 | 4 390 | 4 446 | 4 757 |

| 2021  | 2022  | - | - | - | - | - | - | - |
| ----- | ----- | - | - | - | - | - | - | - |
| 4 849 | 4 863 | - | - | - | - | - | - | - |

#### Pyramide des âges
La population de la commune est relativement jeune.
En 2018, le taux de personnes d'un âge inférieur à 30 ans s'élève à 33,5 %, soit en dessous de la moyenne départementale (39,5 %). À l'inverse, le taux de personnes d'âge supérieur à 60 ans est de 26,7 % la même année, alors qu'il est de 22,5 % au niveau départemental.
En 2018, la commune comptait 2 272 hommes pour 2 508 femmes, soit un taux de 52,47 % de femmes, légèrement supérieur au taux départemental (51,77 %).
Les pyramides des âges de la commune et du département s'établissent comme suit.
| Hommes | Classe d’âge | Femmes |
| ------ | ------------ | ------ |
| 0,5    | 90 ou +      | 1,9    |
| 5,5    | 75-89 ans    | 9,1    |
| 17,8   | 60-74 ans    | 18,3   |
| 20,3   | 45-59 ans    | 19,9   |
| 20,2   | 30-44 ans    | 19,3   |
| 16,9   | 15-29 ans    | 16,4   |
| 18,7   | 0-14 ans     | 15,2   |

| Hommes | Classe d’âge | Femmes |
| ------ | ------------ | ------ |
| 0,5    | 90 ou +      | 1,4    |
| 5,3    | 75-89 ans    | 8,1    |
| 14,8   | 60-74 ans    | 16,2   |
| 19,1   | 45-59 ans    | 18,4   |
| 19,5   | 30-44 ans    | 18,7   |
| 20,7   | 15-29 ans    | 19,1   |
| 20,2   | 0-14 ans     | 18     |

## Lieux, monuments et culture
- Frontière nord de la zone des terrils, Phalempin est surtout connue pour le bois de Phalempin. Mal desservie par le train, qui subit de perpétuels retards, suppressions ou incidents (ruptures de caténaire, accidents sur les voies, incendies, coupures électriques, etc.), c'était le principal poumon de verdure en venant de Lille, jusqu'au milieu du XXe siècle. Des demeures cossues furent érigées à cette époque. À présent que chacun a une voiture, et du fait de sa faible superficie, Phalempin est moins à la mode.
- Le monument aux morts érigé en 1921 devant l'église. Il est surmonté de la statue La Victoire en chantant, réalisée par Charles Édouard Richefeu.
- Chaque année, le semi-marathon attire jusqu'à 3 500 participants.
- De son histoire, Phalempin conserve l'encadrement d'un portail de l'abbaye Saint-Christophe de Phalempin (dans un jardin privé), un caveau, dit « caveau des Moines », deux chapiteaux de l'ancienne église (brûlée) qui servent de bénitiers dans l'église actuelle (1904). Au musée des Beaux-Arts de Lille sont conservés un portail de l'abbaye (non visible) et un bas-relief provenant d'un tombeau (collections médiévales). La mairie est sise dans le château Melchior.
- Phalempin est très active sur le plan associatif, notamment par la présence d'une maison des jeunes et de la culture (MJC) en son centre, créée en 1967, qui propose de nombreuses activités sportives, culturelles et artistiques, telles que le Bistouline Festival, toutes payantes. La commune a également rasé depuis de nombreuses années le terrain d'entrainement des skate-boarders locaux pour y établir de nouvelles habitations et sa propre gendarmerie, qu'accompagne une caserne. Enfin, la ville se préoccupe de ses résidents seniors et leur offre tous les ans un colis de Noël à chacun, quel que soit le montant de leurs ressources. Les colis non réclamés sont alors redistribués aux nécessiteux de la commune, quel que soit leur âge. Pour en savoir plus : Les activités des aînés à Phalempin